# 老马家的幸福往事
《老马家的幸福往事》是一部中国大陆电视剧。2010年1月开始拍摄。同年10月20日在北京电视台影视频道首播。本剧的总投资额达四千万人民币，单集成本为百万元人民币。因此，该剧创下了中国大陆现实题材电视剧总投资额与单剧拍摄费用的最高纪录。

## 剧情
以居住在上海的马家为主角。

## 制作人员
- 导演：杨文军
- 总编剧：贾鸿源
- 编剧：王卫国、肖遐明、王季明
- 摄影：甘运全、吕杏武

## 演员阵容
| 演員     | 角色   | 简介           | 備註 |
| -------- | ------ | -------------- | ---- |
| 林永健   | 马一毛 | 马家家长       |      |
| 何赛飞   | 胡根娣 | 马一毛的妻子   |      |
| 辛柏青   | 马 鸣  | 马家長子       |      |
| 涂松岩   | 马 风  | 马家次子       |      |
| 六月     | 馬 拉  | 马家长女       |      |
| 于和伟   | 莫文辉 | 馬拉的初恋情人 |      |
| 吴秀波   | 黄爱国 | 馬鸣的同学     |      |
| 李立群   | 马一山 | 马风的叔叔     |      |
| 李光洁   | 陈 坤  |                |      |
| 陈紫函   | 李小娜 | 马鸣的妻子     |      |
| 刘向京   | 胡斯文 | 马鸣的同学     |      |
| 陈 洁    | 徐丽娜 | 马鸣的初恋情人 |      |
| 张晞临   | 肖秘书 |                |      |
| 淳于珊珊 | 古原   |                |      |

## 幕后花絮
- 林永健仅比辛柏青大四岁，却扮演他的父亲。林永健相当郁闷，表示“明明年龄相仿却要被叫爸爸，还要扮老，形象都没了，请大家给我机会演偶像剧吧。”[1]